# Pungalina
Pungalina Richardson, 2016 è un genere di ragni appartenente alla famiglia Salticidae.

## Distribuzione
Le 6 specie sono state reperite in Australia (Queensland, Nuovo Galles del Sud, Victoria, Australia occidentale e Territorio del Nord).

## Tassonomia
Per la descrizione delle caratteristiche di questo genere sono stati esaminati gli esemplari tipo di P. weiri Richardson, 2013.
Non sono stati esaminati esemplari di questo genere dal 2017.
Attualmente, a gennaio 2022, si compone di 6 specie:
- Pungalina albobarbata (L. Koch, 1879) — Australia (Queensland, Nuovo Galles del Sud)
- Pungalina plurilineata Richardson, 2016 — Australia (Queensland, Nuovo Galles del Sud, Victoria)
- Pungalina semiatra (L. Koch, 1879) — Australia (Queensland, Nuovo Galles del Sud)
- Pungalina semiferruginosa (L. Koch, 1879) — Australia (Queensland, Nuovo Galles del Sud)
- Pungalina waldockae Richardson, 2016 — Australia, (Australia occidentale)
- Pungalina weiri Richardson, 2013[2] — Australia (Territorio del Nord)